# 克魯托亞爾卡 (佩爾沃邁西基區)
49°17′17″N 36°34′59″E / 49.28806°N 36.58306°E
克魯托亞爾卡（烏克蘭語：Крутоярка）是位於烏克蘭東部的村莊，由哈爾科夫州洛佐瓦區的阿列克西伊夫卡市鎮負責管轄。該村始建於1931年，面積0.37平方公里，海拔高度167米，2001年人口28，人口密度每平方公里76.5人。